# Wassyschtschewe
Wassyschtschewe (ukrainisch Васищеве; russisch Васищево Wassischtschewo) ist eine Siedlung städtischen Typs in der ukrainischen Oblast Charkiw mit etwa 5800 Einwohnern (2019).
Die Ortschaft wurde 1647 gegründet und besitzt seit 1938 den Status einer Siedlung städtischen Typs. 
Wassyschtschewe liegt am linken Ufer des Udy und an der Regionalstraße P–78 17 km südlich vom Oblastzentrum Charkiw.
Am 12. Juni 2020 wurde die Siedlung ein Teil der neu gegründeten Siedlungsgemeinde Besljudiwka; bis dahin bildete sie zusammen mit der Ansiedlung Podoljoch (Подольох) die Siedlungsratsgemeinde Wassyschtschewe (Васищівська селищна рада/Wassyschtschiwska selyschtschna rada) im Süden des Rajons Charkiw.